# Chiesa di Santa Cristina a Pimonte

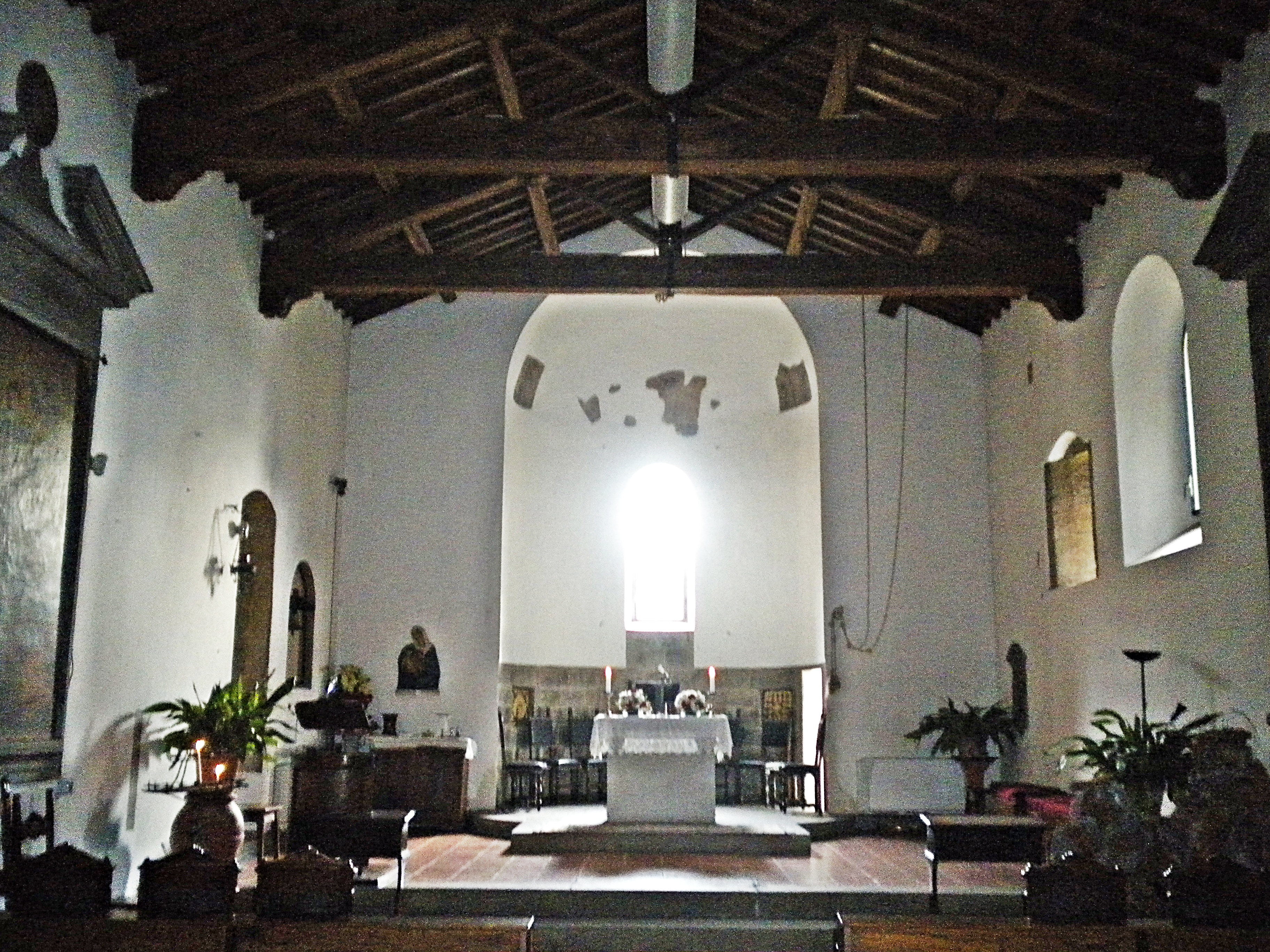
Interno

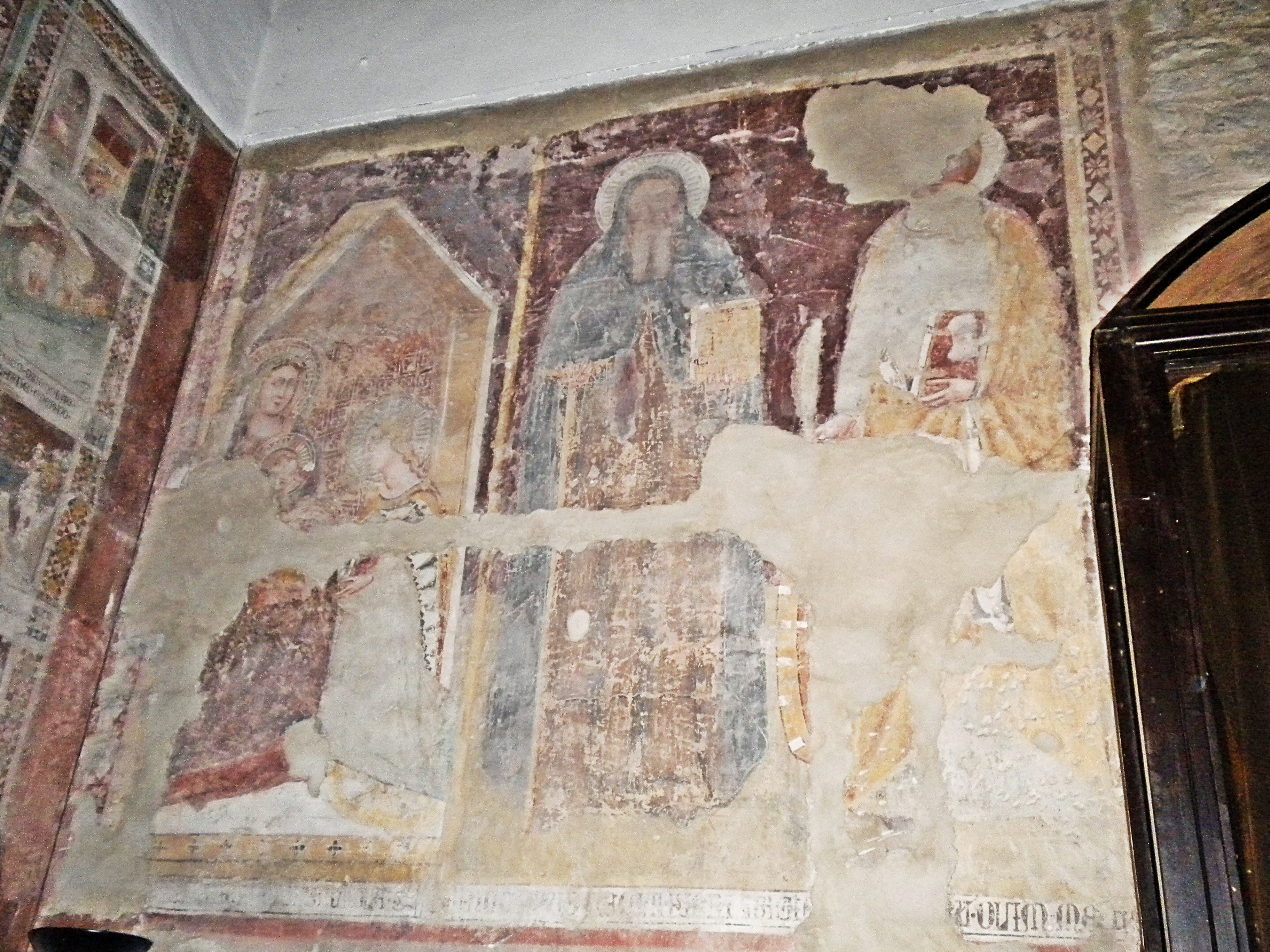
Affreschi

La chiesa di Santa Cristina a Pimonte si trova su una propaggine collinare di Prato lungo la via omonima ed è dedicata a Santa Cristina di Bolsena, mentre "Pimonte" indica la locazione dell'edificio ai piedi della Calvana da cui Piemonte poi contratto in Pimonte.

## Storia e descrizione
La chiesa fu edificata agli inizi del Duecento o del Trecento  presso un'antica torre di avvistamento (l'attuale sacrestia). Tale torre a base quadrata, prospiciente la via Cassia edificata presumibilmente tra i secoli XI e XII, doveva già essere diroccata quando fu edificata la chiesa, ma comunque servì da appoggio per parte della nuova costruzione.
La chiesa presenta un pavimento in pietra alberese, con bella abside semicircolare su cui poggia un piccolo campanile a vela con due archetti. All'interno, in controfacciata e sulla parete destra restano affreschi della seconda metà del Trecento, raffiguranti una Pietà, una Madonna con bambino e San Niccolò, mentre nel presbiterio è un pregevole ciborio (1452) della bottega di Bernardo Rossellino. Il ciborio recherebbe lo stemma degli Inghirami secondo alcuni o dei Buonamici secondo altri, alla sua base la scritta Benedetto del M.o Bartolommeo 1452 e sulla porticina dello stesso un intarsio in legno raffigurante un calice con l'ostia.
Al centro della navata si trova la tomba di Ginevra degli Albizi, altre sepolture sono presenti nella zona dell'altare e sul piazzale della chiesa.
Dal giardino antistante alla chiesa si può ammirare una meridiana dipinta a parete con stilo polare, linee orarie e indicazione degli equinozi sulla linea meridiana, realizzata dal priore Andrea Tofani che ne realizzò molte altre nella zona di Prato tanto che divenne celebre per il gran numero di orioli.
Santa Cristina a Pimonte subì dei primi lavori nel 1943, pare che durante tale intervento furono demoliti e ricostruiti il presbiterio e l'altare maggiore, in seguito la chiesetta, parzialmente in rovina, subì un'opera di restauro tra il 1974 e il 1977 a cura del parroco Tommaso Carlesi al fine di riportarla nello stato originario rimuovendo anche alcune aggiunte degli anni quaranta tra le quali una transenna che divideva il presbiterio dalla platea.

## Altre immagini

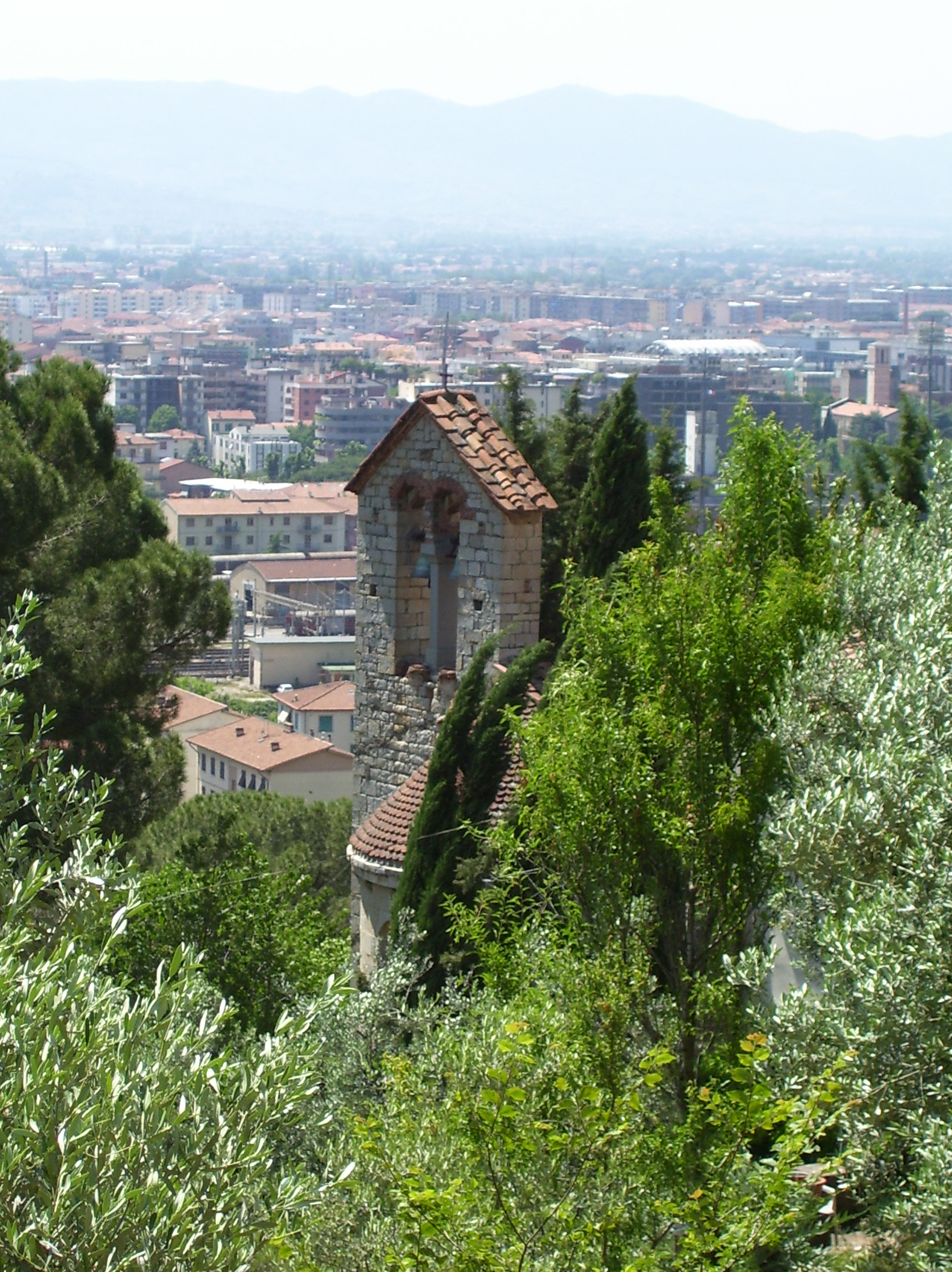
La chiesa con la città sullo sfondo
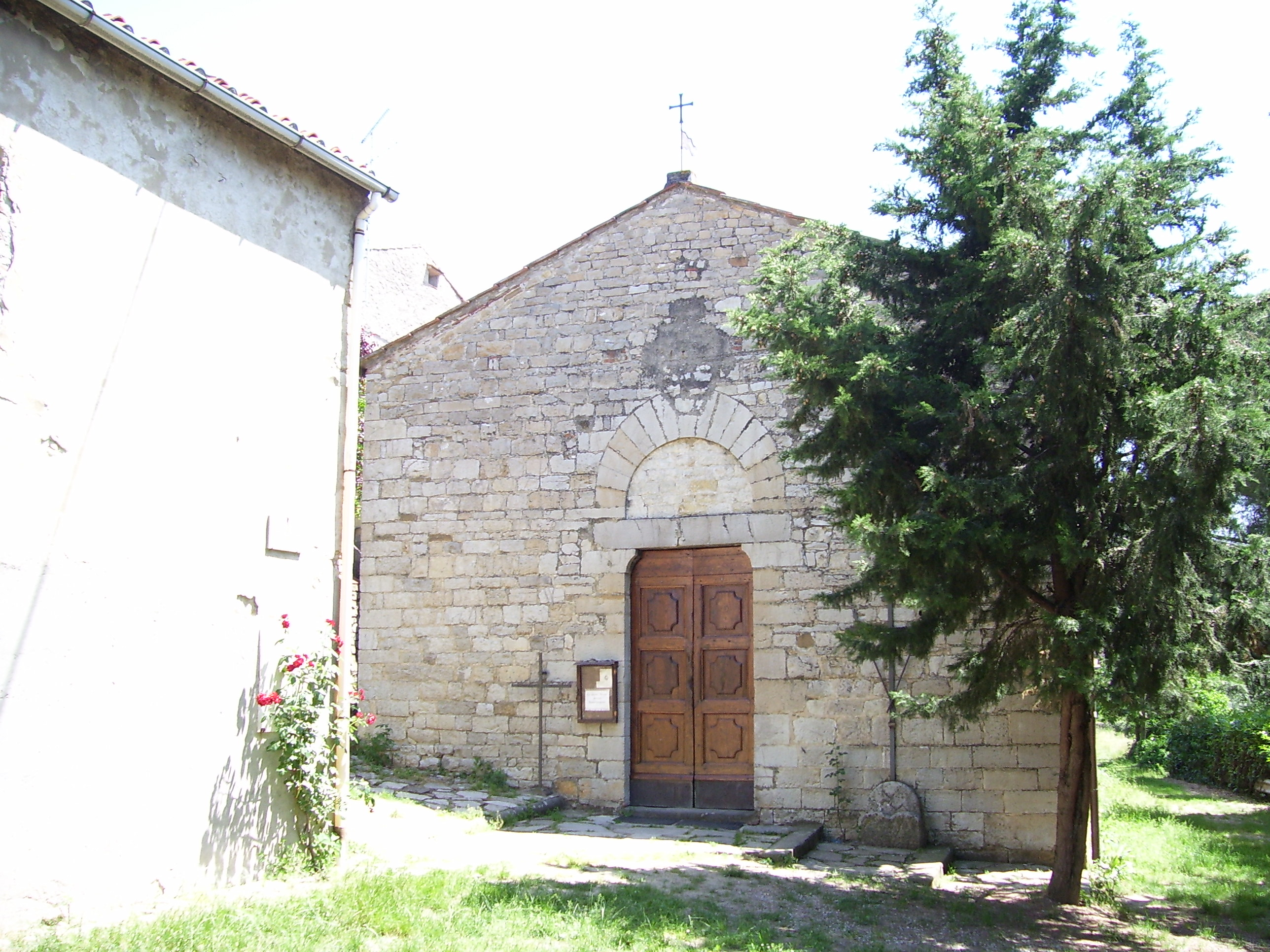
La facciata
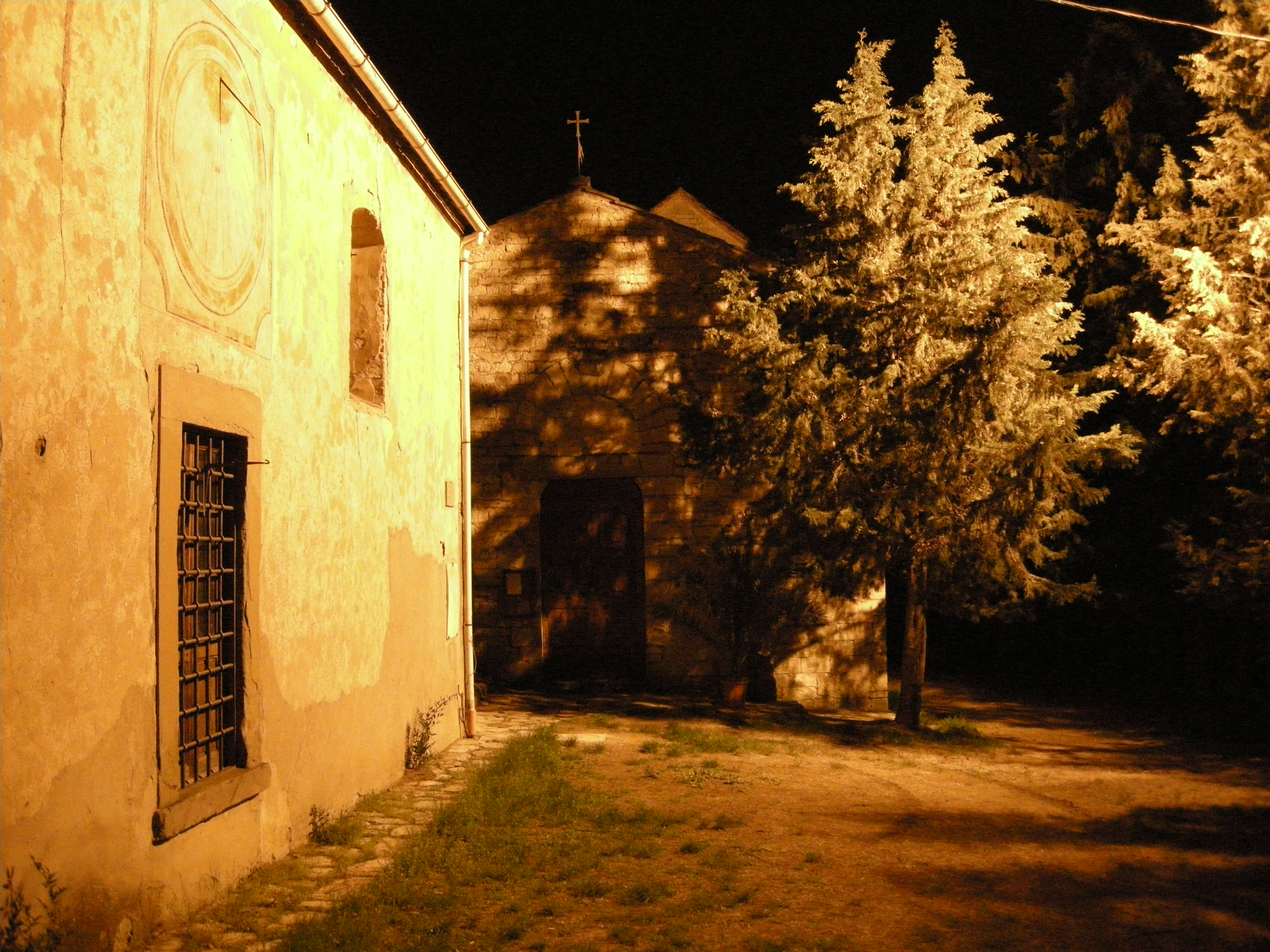
Veduta notturna
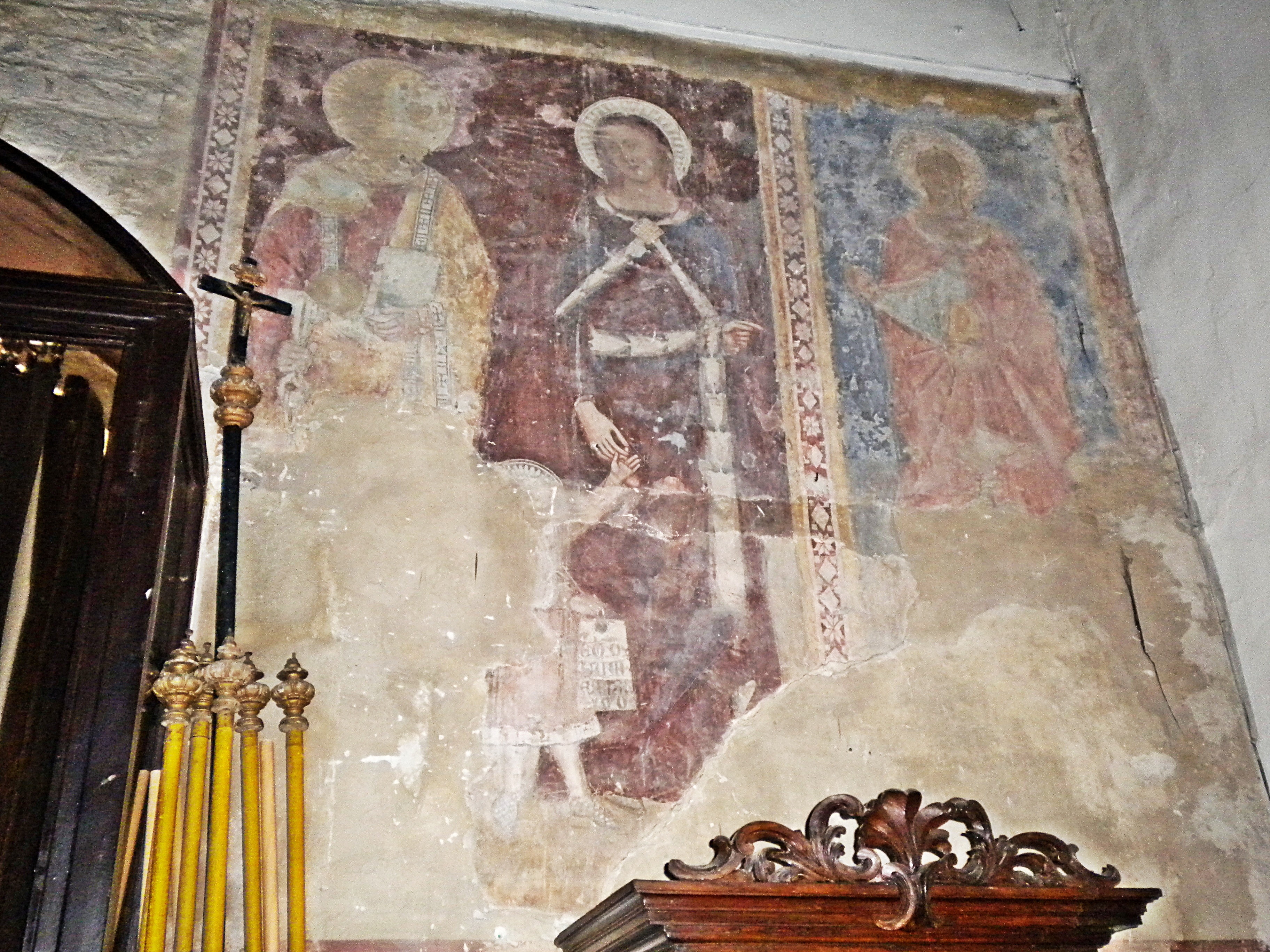
Affreschi
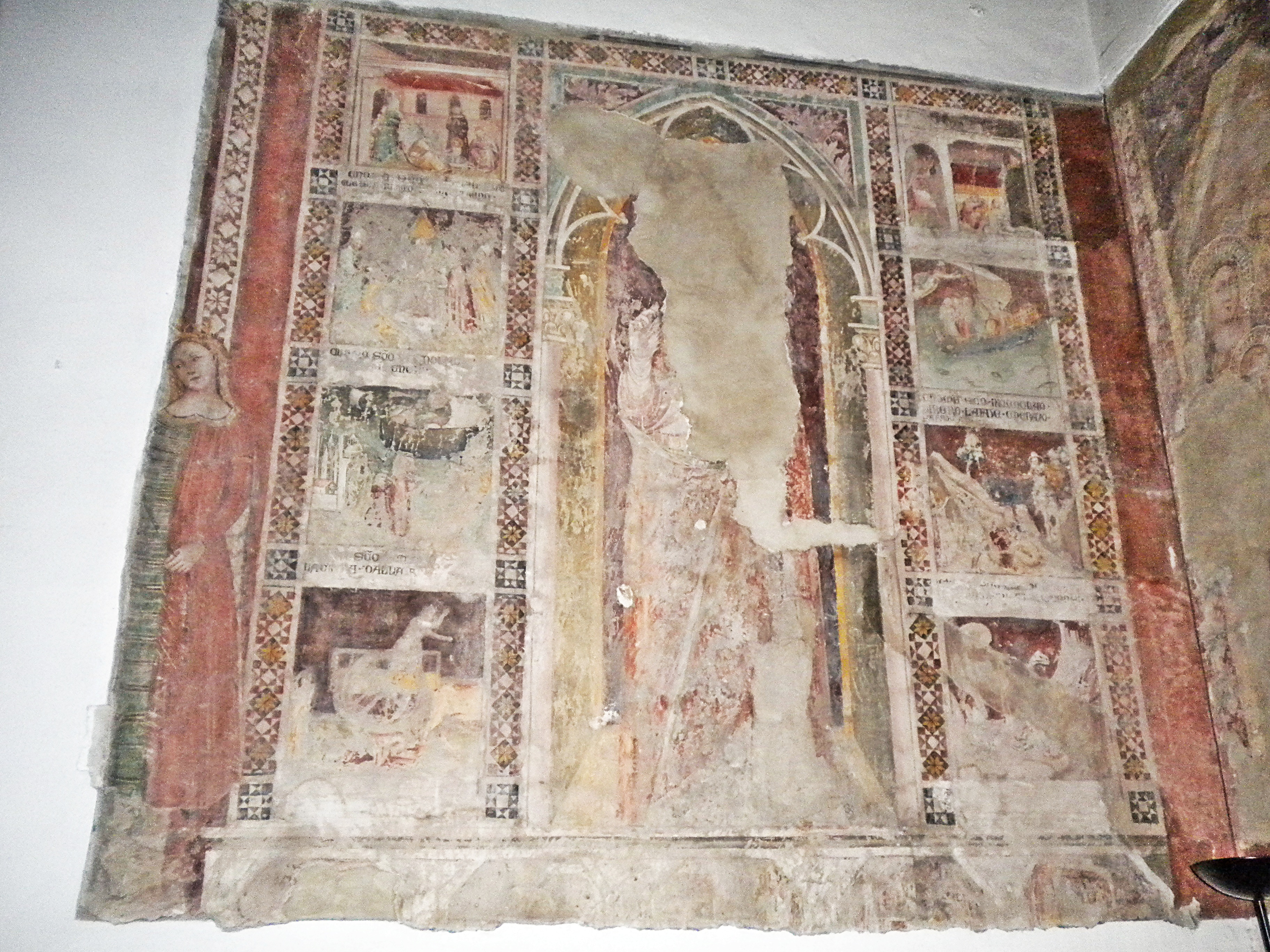
Affreschi
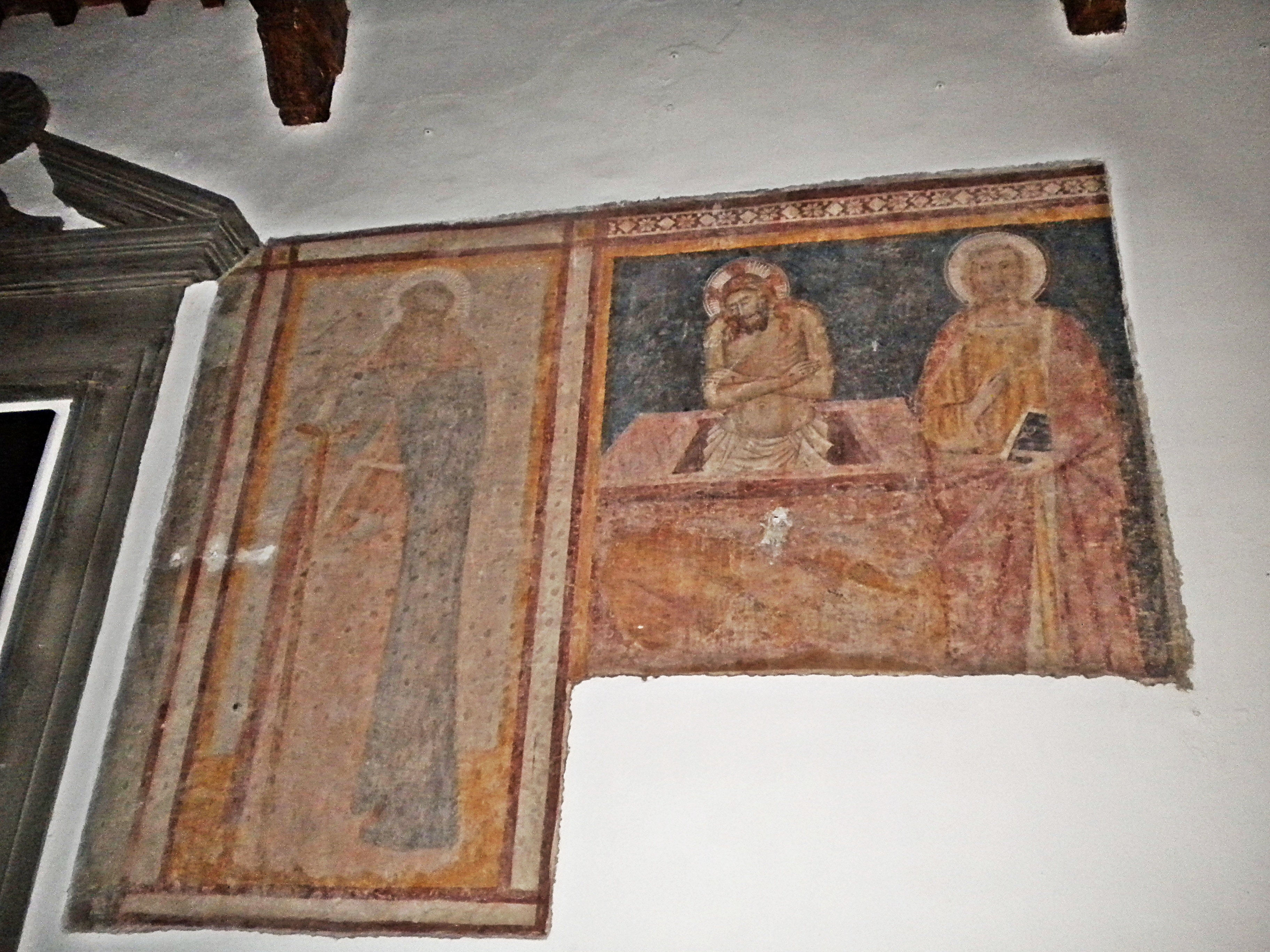
Affreschi